# Josh Alexander
Joshua Lemay (né le 29 mai 1987 à Stoney Creek, Ontario) est un catcheur canadien plus connu sous le nom de Josh Alexander.
Il a remporté le Impact World Tag Team Championship à deux reprises avec Ethan Page et une reprise Impact X Division Championship.

## Carrière

### Ring Of Honor (2013-2014)
Le 26 juillet 2014, ils effectuent leur retour, mais perdent contre reDRagon et ne remportent pas les ROH World Tag Team Championship. Lors de Death Before Dishonor XII - Tag 2, ils perdent contre The Decade (Jimmy Jacobs et Roderick Strong). Lors de All Star Extravaganza VI, ils perdent contre R.D. Evans et Moose dans un Four Corner Survival Tag Team Match qui comprenaient également The Decade (Adam Page et B.J. Whitmer) et Caprice Coleman et Takaaki Watanabe.

### Pro Wrestling Guerrilla (2015)
Lors de Don't Sweat The Technique, ils perdent contre Chris Sabin et Matt Sydal. Ils participent ensuite au tournoi DDT4 2015, où ils battent lors du premier tour The World's Cutest Tag Team (Candice LeRae et Joey Ryan) et remportent les PWG World Tag Team Championship, mais ils perdent les titres contre The Beaver Boys (Alex Reynolds et John Silver) lors des Semi Finales et sont éliminés du tournoi par la même occasion.

### Impact Wrestling/Total Nonstop Action Wrestling (2019-2025)

#### The North et Impact World Tag Team Champion (2019-2021)

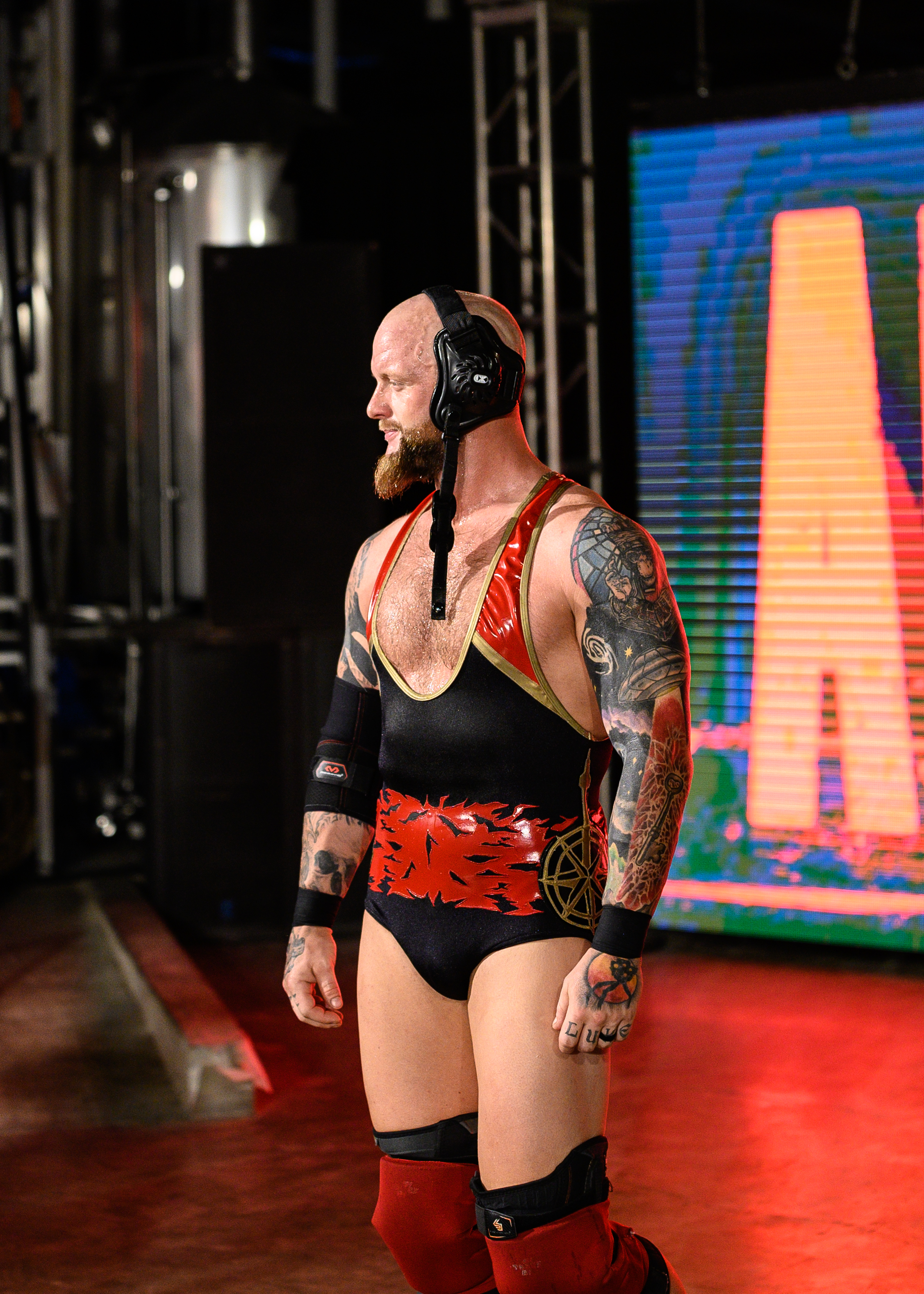
En 2019, Alexander signe un contrat avec Impact Wrestling

Le 12 avril à Impact, il fait ses débuts par équipe avec Ethan Page sous le nom de The North. Ils battent ensemble deux jobbers. Le 26 avril à Impact, The North et Moose attaquent The Rascalz (Dez, Trey et Wentz). Lors de Rebellion, The North et Moose battent The Rascalz.

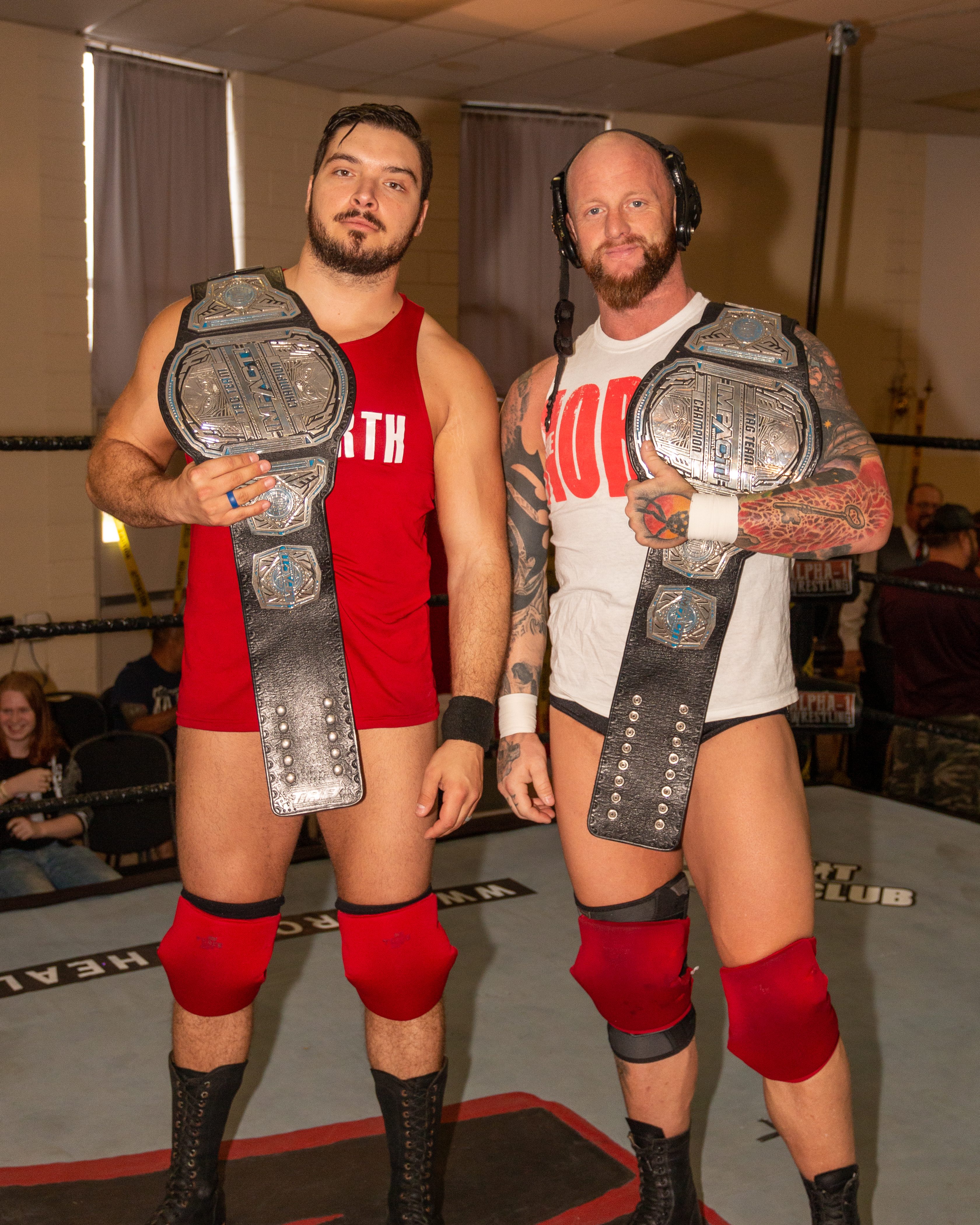
Ethan Page (à gauche) et Josh Alexander en tant que Impact World Tag Team Champions

Lors de Bash At The Brewery, lui et Ethan Page battent The Latin American Xchange (Ortiz et Santana) et remportent les Impact World Tag Team Championship. Lors de Slammiversary XVII, ils conservent leur titres contre The Latin American Xchange et The Rascalz (Dez et Wentz).
Le 9 août à Impact, ils conservent leur titres contre Daga et Ortiz.
Lors de Bound For Glory 2019, ils conservent leur titres contre Rich Swann et Willie Mack et Rhyno et Rob Van Dam.
Lors de l'Impact du 12 novembre, ils conservent leur titres contre Eddie Edwards et Naomichi Marufuji.
Lors de l'Impact du 7 avril, ils conservent leur titres contre Eddie Edwards et Tessa Blanchard.
Lors de l'Impact du 16 juin, ils conservent leur titres contre The Rascalz (Dez et Wentz), mais ils constatent en coulisses que personne n'avait suivi leur combat et regarder à la place une compilation sur Ken Shamrock. Furieux de cela, ils brisent la tablette. Lors de l'Impact du 23 juin, ils sont toujours énervé que personne n'ait regardé leur match de la semaine dernière et qu'ils aient préféré regarder une compilation sur Ken Shamrock. Comme si celui-ci était une légende. Page ajoute ne pas comprendre la hype du vétéran et l'argent qui lui ait donné comparé à eux, les deux meilleurs lutteurs de la promotion. Shamrock apparaît ensuite derrière eux. Alexander fait savoir qu'il n'a pas peur de ce dernier et le challenge pour un match plus tard dans la soirée qui n'aura pas lieu à cause d'une attaque de Page et Alexander sur le vétéran.
Lors de Slammiversary 2020, ils conservent leur titres contre Ken Shamrock et Sami Callihan, puis après le match, ils sont défiés par The Motor City Machine Guns (Alex Shelley et Chris Sabin). Lors de l'Impact du 21 juillet, ils perdent les titres contre The Motor City Machine Guns qui mettent fin à leur règne de 383 jours. Ce fut le plus long règne tous titres confondus de l'histoire de Impact.
Lors de Bound for Glory 2020, ils attaquent Alex Shelley avant leur match puis battent ensuite Ace Austin et Madman Fulton, Chris Sabin et The Good Brothers (Doc Gallows et Karl Anderson) et remportent les Impact World Tag Team Championship pour la deuxième fois. Lors de Turning Point 2020, ils perdent leur titres contre The Good Brothers.

#### X Division Champion (2021)
Lors de Hard to Kill, il perd contre Brian Myers. Lors de No Surrender, il remporte le Triple Threat Revolver contre Ace Austin, Blake Christian, Chris Bey, Daivari, Suicide, Trey Miguel et Willie Mack pour devenir challenger au Impact X Division Championship.
Lors de Rebellion (2021), il bat Ace Austin et TJP et remporte le Impact X Division Championship,. Le 27 mai à Impact, il perd avec Petey Williams contre TJP & Fallah Bahh, ce qui donnera à TJP une opportunité pour le championnat de la X-Division lors de l'épisode de Before the Impact du 4 juin, TJP fut battu par Alexander lors d'un 1-Hour Ironman Match et ne remporta pas le titre d'Alexander. Lors de Slammiversary, il bat Ace Austin, Chris Bey, Petey Williams, Rohit Raju et Trey Miguel dans un Ultimate X match pour converser le Impact X Division Championship. Lors de Homecoming, il bat Black Taurus pour converser le Impact X Division Championship. Lors de Emergence, il bat Jake Something pour converser le Impact X Division Championship. Lors de Victory Road, il bat Chris Sabin pour converser le Impact X Division Championship. Plus tard la soirée, confronte Christian Cage pour l'utiliser l'option C pour abandonner son Impact X Division Championship pour un match de championnat pour le Impact World Championship à Bound for Glory.

#### Impact World Champion et rivalité avec JONAH (2021-2022)
Lors de Bound for Glory, il bat Christian Cage pour remporter le Impact World Championship pour la première de sa carrière, après le match, Alexander en train de célébrer sa victoire avec sa famille mais cependant Moose arrive pour encaisser son  Call Your Shot Trophy qui lui permet d'obtenir un match de championnat de son choix quand il le veut, Moose porte un spear à Alexander pour devenir Impact World Championship, le régne d'Alexander aura durée que 3 minutes. Lors de Turning Point, il appelle Moose pour avoir son match revanche mais à la place JONAH arrive pour l'attaquer. Lors de Hard to Kill, il bat JONAH.
Le 14 février 2022, Alexander a annoncé que son contrat avec Impact Wrestling avait expiré.

#### Retour et Impact World Champion (2022-2023)
Il fait son retour à Sacrifice en attaquant Moose après son match contre Heath. Alexander a révélé qu'il avait signé un nouveau contrat de plusieurs années avec Impact Wrestling, tout en défiant également Moose pour le Impact World Championship à Rebellion. Lors de Rebellion, il bat  Moose pour remporter le Impact World Championship pour la deuxième fois de carrière. Lors de Under Siege (2022), il conserve son titre contre Tomohiro Ishii. Lors de Slammiversary (2022), il conserve son titre contre Eric Young. Lors de Against All Odds (2022), il conserve son titre contre Joe Doering.

### New Japan Pro Wrestling (2021, 2023)
Le 18 juin 2021, il fait ses débuts à NJPW Strong en battant Alex Coughlin.

## Palmarès
- All American Wrestling
  - 2 fois AAW Heavyweight Champion

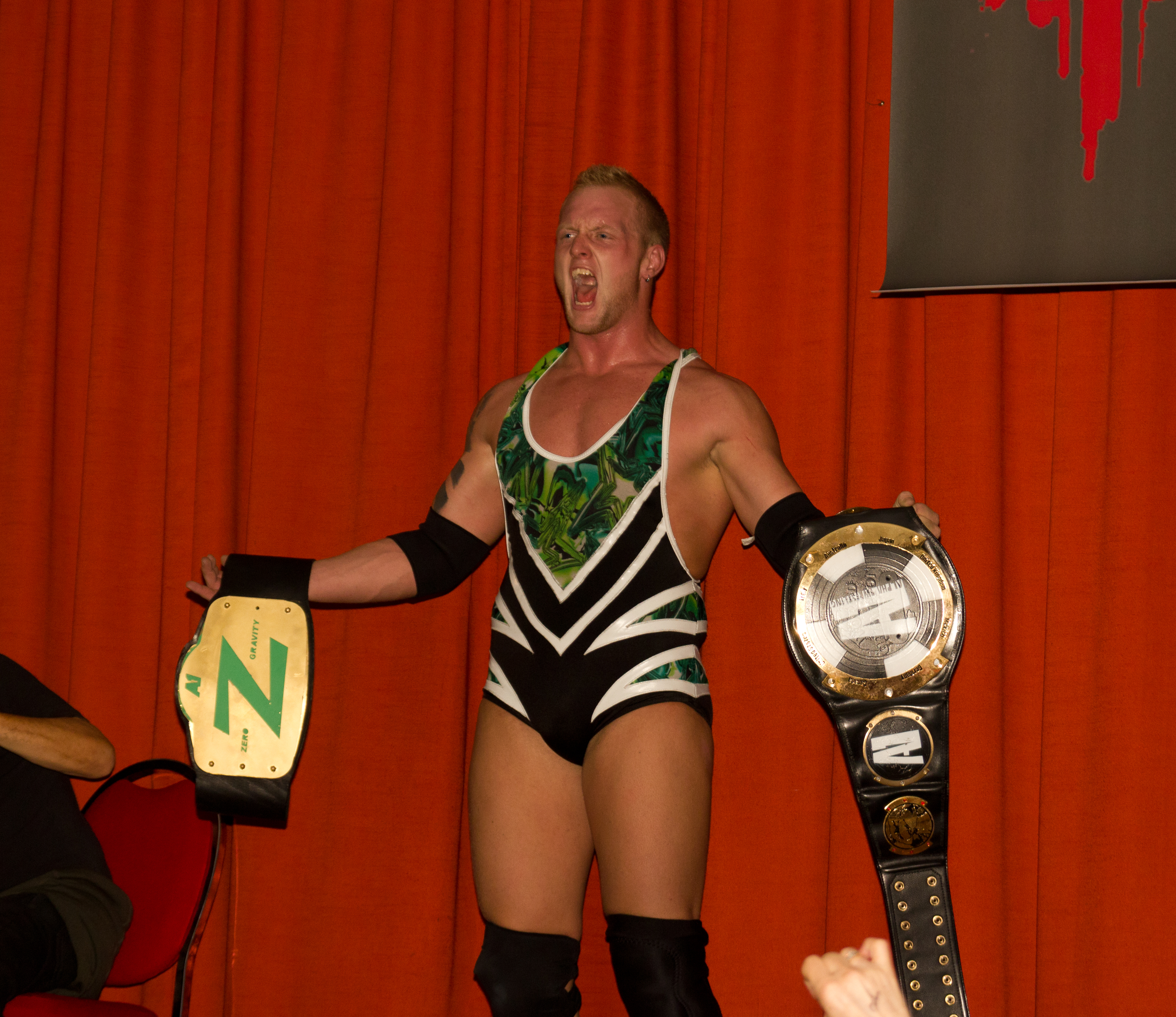
Alexander en tant que A1 Alpha Male Champion et A1 Zero Gravity Champion en 2011

  - Jim Lynam Memorial Tournament (2019)

- Absolute Intense Wrestling
  - 1 fois AIW Absolute Champion

- Alpha-1 Wrestling
  - 4 fois A1 Alpha Male Champion
  - 1 fois A1 Zero Gravity Champion
  - 3 fois A1 Tag Team Champion avec Ethan Page (2) et Tyson Dux (1)

- Capital City Championship Combat
  - 1 fois C4 Champion
  - 1 fois C4 Tag Team Champion avec Rahim Ali

- Destiny World Wrestling
  - 1 fois DWW Champion

- Fringe Pro Wrestling
  - 1 fois FPW Tag Team Champion avec Ethan Page

- Great Canadian Wrestling
  - 1 fois GCW Tag Team Champion avec Tyler Tirva

- Impact Wrestling
  - 2 fois Impact World Champion
  - 1 fois Impact X Division Champion
  - 2 fois Impact World Tag Team Champion avec Ethan Page
  - 9e Triple Crown Champion
  - Impact Year-End Award :
    - Tag Team of the Year (2019, 2020) avec Ethan Page
    - Wrestler of the Year (2021)
    - Match of the Year (2021) vs. TJP

- Insane Wrestling League
  - 1 fois IWL Tag Team Champion avec Ethan Page

- International Wrestling Cartel
  - 2 fois IWC Super Indy Champion
  - 1 fois IWC Tag Team Champion avec Ethan Page

- Pro Wrestling Guerrilla
  - 1 fois PWG World Tag Team Champion avec Ethan Page

- Squared Circle Wrestling
  - 2 fois SCW Premier Champion

- The Wrestling Revolver
  - 1 fois PWR Tag Team Champion avec Ethan Page

- Union Of Independent Professional Wrestlers
  - 1 fois UNION Heavyweight Champion

## Récompenses des magazines
- Pro Wrestling Illustrated

| Année | 2010 | 2011 | 2012 | 2013 | 2014 | 2015 à 2016 | 2017 | 2018 | 2019 | 2020 | 2021 | 2022 | 2023 | 2024 |
| ----- | ---- | ---- | ---- | ---- | ---- | ----------- | ---- | ---- | ---- | ---- | ---- | ---- | ---- | ---- |
| Rang  | 370  | 385  | 222  | 369  | 367  | Non classé  | 417  | 381  | 210  | 195  | 107  | 14   | 9    | 43   |